# 스웨덴 독립 전쟁
스웨덴 독립 전쟁(스웨덴어: Befrielsekriget)은 1521년부터 1523년까지 덴마크와 스웨덴 사이에 일어난 전쟁이다. 이 전쟁을 계기로 칼마르 동맹이 해체되었고 스웨덴이 독립하게 된다.
1520년 11월 덴마크의 크리스티안 2세 국왕이 이끄는 덴마크 군대가 스톡홀름을 점령한 이후에 스웨덴의 귀족들을 학살한 스톡홀름 피바다 사건이 일어났다. 당시 24세였던 스웨덴의 귀족인 구스타브 바사(Gustav Vasa)는 다른 곳으로 도망쳤기 때문에 살아남았지만 그의 아버지는 스톡홀름에서 살해당하고 만다.
1521년 1월에는 달라르나 지방에 거주하던 주민들이 구스타브 바사를 "사령관"(hövitsman)으로 추대했다. 구스타브 바사가 이끄는 군대는 영세 농민들을 중심으로 결성되었으며 1,000명이 넘는 병력을 갖고 있었다. 구스타브 바사는 코파르베리(Kopparberg), 베스테로스(Västerås)의 구리 광산을 공격하면서 병력을 증강했고 1521년 4월에는 달라르나, 예스트리클란드, 네르케, 베스트만란드 지방을 지배했다.
1522년에는 한자 동맹에 가맹한 도시 가운데 하나였던 뤼베크가 스웨덴과의 동맹 관계를 수립했다. 1523년 6월에는 스웨덴 군대가 스톡홀름에 입성했고 구스타브 바사는 1523년 6월 6일에 스웨덴의 구스타브 1세 바사 국왕으로 선출되었다. 1523년 9월에는 구스타브 바사를 지지하던 세력들이 핀란드를 지배했다. 1524년 9월 1일에 체결된 말뫼 조약에 따라 스웨덴은 칼마르 동맹에서 독립하게 된다.